# George Rodney, 10. Baron Rodney
George Brydges Rodney, 10. Baron Rodney (* 3. Januar 1953; † 13. Februar 2011) war ein britischer Adliger und Politiker.

## Leben
Er war der Sohn von John Francis Rodney, 9. Baron Rodney (1920–1992) und dessen Gattin Régine d'Opdorp († 2003).
Er besuchte das Eton College und beerbte seinen Vater 1992 bei dessen Tod am 13. Oktober 1992 als 10. Baron Rodney, of Rodney Stoke in the County of Somerset. Er wurde damit auch Mitglied des House of Lords, dem er bis zum Inkrafttreten des House of Lords Act 1999 am 11. November 1999 angehörte.
Aus seiner 1996 geschlossenen Ehe mit Jane Blakeney hatte er einen Sohn, John George Brydges Rodney (* 1999), der ihn bei seinem Tod am 13. Februar 2011 als 11. Baron Rodney beerbte.